# Ramla
Ramla ou Ramle (em hebraico: רַמְלָה‎; romaniz.: Ramle; em árabe: الرملة; romaniz.: Ramleh) é uma cidade de Israel. É uma das chamadas "cidades mistas" de Israel, com significativa população tanto de judeus quanto de árabes. A cidade encontra-se a cerca de 15 km de Tel Aviv.  

Ramla foi fundada no ano 716 d. C. pelo califa omíada Solimão ibne Abedal Maleque.  Ramla encontra-se ao longo da rota da Via Maris, conectando o antigo Cairo, no Egito, com Damasco, na Síria, na intersecção com a estrada que ligava o porto de Jafa a Jerusalém. 

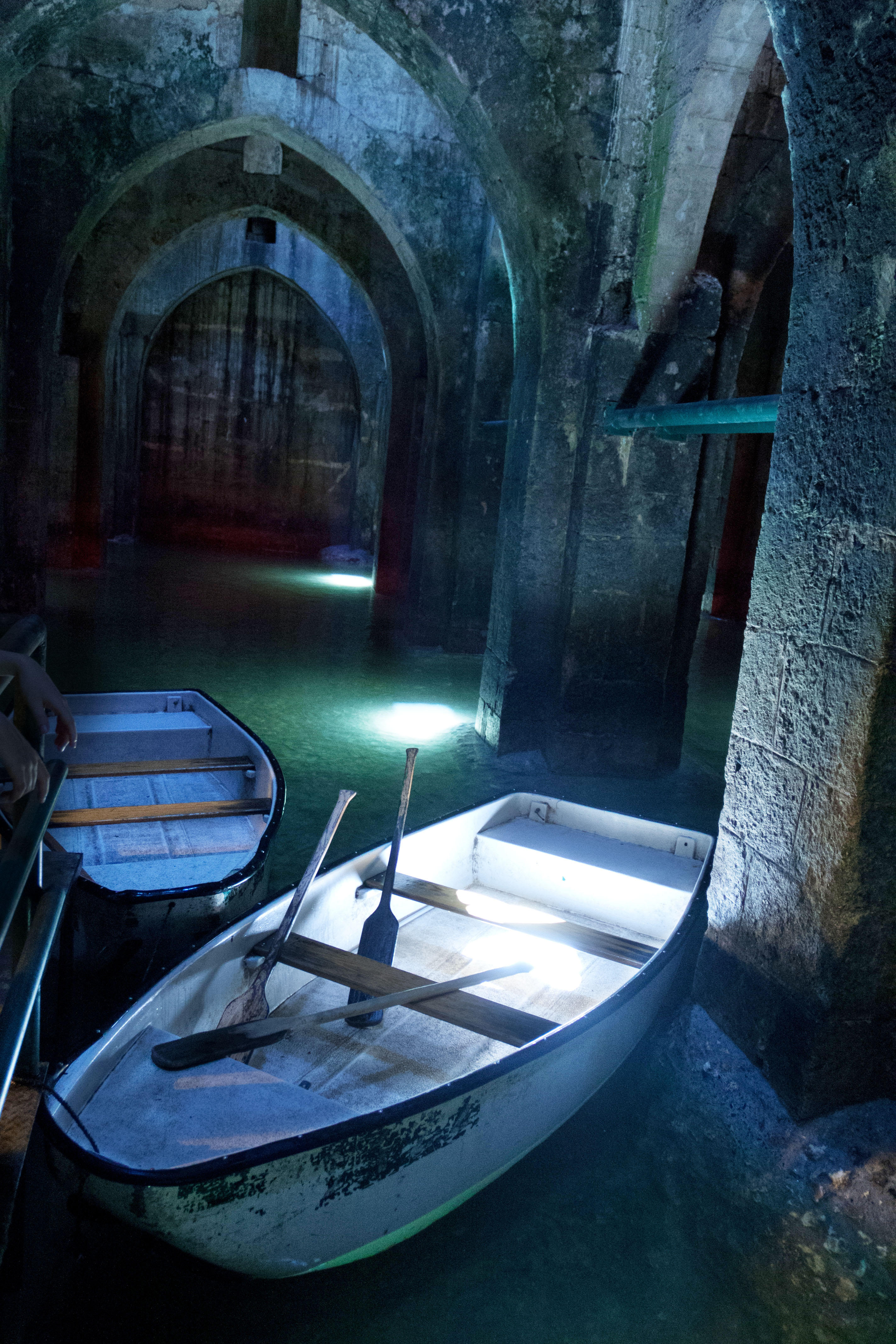
A antiga cisterna subterrânea de Ramla, construída sob o governo do califa Haroun al-Rashid, no ano 789 d. C., para assegurar o abastecimento de água da cidade, é hoje uma das atrações turísticas de Ramle.

O califa que a construiu fez de Ramla capital da Palestina, que assim tomou o lugar da vizinha Lida (Lod). Da época, restam o minarete da antiga "Mesquita Branca". Além da hoje chamada "Torre Branca", com 27 metros de altura, outro ponto turístico milenar ainda visitado na cidade é a antiga cisterna subterrânea de Ramle, construída sob o governo do califa Haroun al-Rashid no ano 789 d. C. para assegurar o abastecimento de água da cidade. 
Ramla encontra-se ao longo da rota da antiga rota conhecida como Via Maris,que conectava o Cairo, no Egito, com Damasco, na Síria. Ramla fica mais especificamente na intersecção dessa rota com a estrada que ligava o porto de Jafa a Jerusalém.

## Geminações
Ramla possui as seguintes cidades-gémeas:
- Kansas City, Missouri
- Vaughan, Ontário, Canadá
- Moers, Alemanha
- Daugavpils, Letónia
- Mek'ele, Etiópia
- Cheliabinsque, Rússia